# Монумент «Воронеж — Родина ВДВ»
Монумент «Воронеж — Родина ВДВ» — памятник в Воронеже, установлен в Северном микрорайоне города на месте высадки первого в СССР воздушного десанта, современная территория городского Парка Победы.
Представляет собой композицию из двух бронзовых скульптур — десантника в военной форме РККА 1930-х годов и подростка с моделью самолёта в правой руке, над которыми раскрыт стилизованный стальной парашютный купол девятиметровой высоты. Композиция установлена на пьедестале из отполированного гранита.

## История

Закладной камень на месте первого в СССР парашютного десанта.

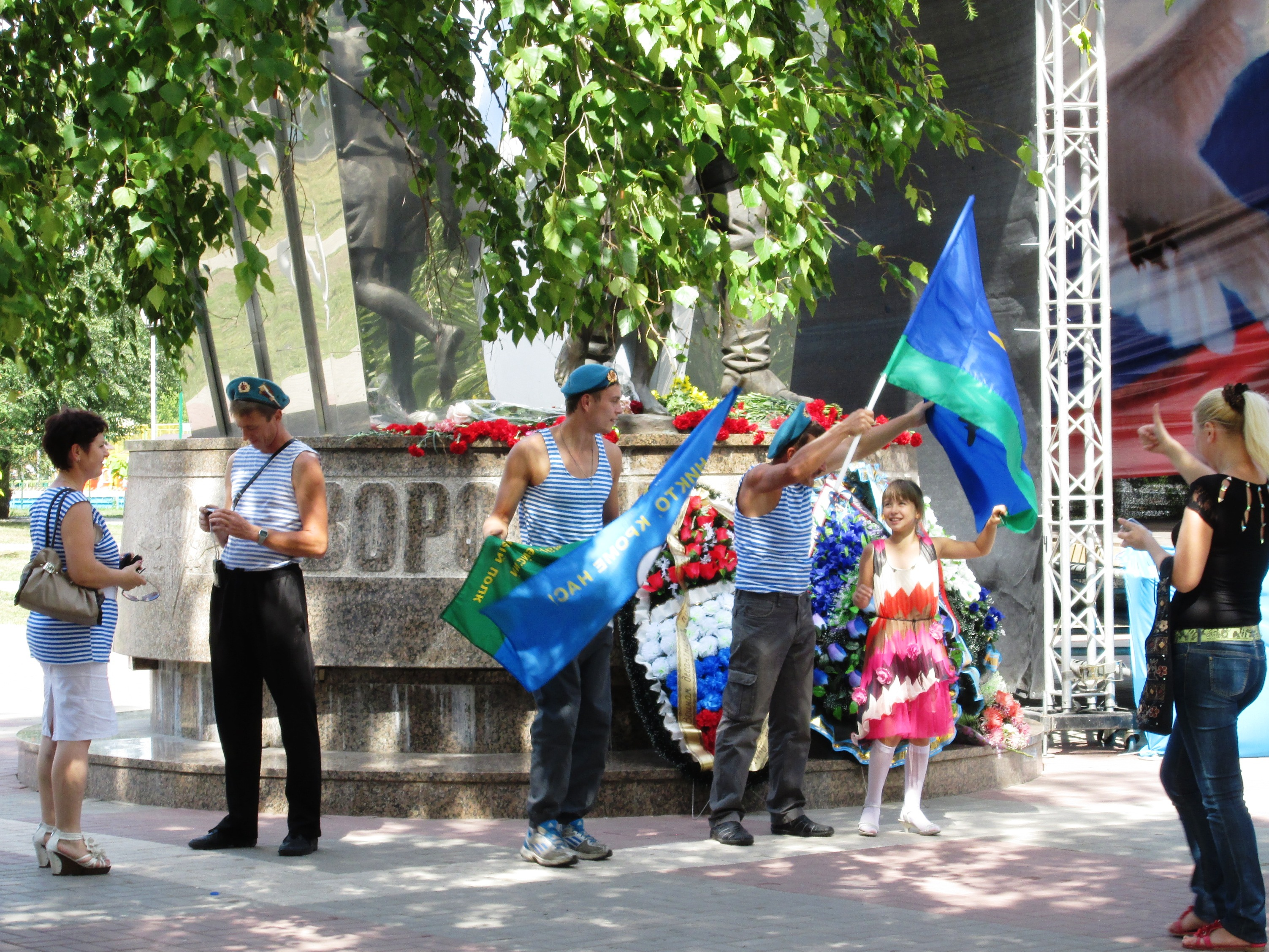
В День десантника

Автором монумента выступил скульптор Владимир Петрихин, воронежское отделение ВТОО «СХР». Проект монумента был выбран по итогам конкурса и первоначально имел два варианта, основным считался вариант десятиметрового купола («раскрытый парашют») с трёхметровой фигурой приземлившегося десантника в современной форме, бегущего с автоматом в руках.
Монумент был торжественно открыт 4 сентября 2010 года в парке Победы рядом с Воронежской государственной академией искусств. В церемонии открытия участвовали «главный десантник России» главком ВДВ, генерал Владимир Шаманов и президент Ингушетии Юнус-Бек Евкуров.
Воронеж считается родиной ВДВ в связи с тем, что первое в СССР десантирование было выполнено недалеко от аэродрома близ хутора Клочково в ходе учений частей Московского военного округа военнослужащими ll-й авиационной бригады, в 1930-м году дислоцировавшейся в Воронеже: 2 августа 1930 года воздушный десант был высажен в количестве 12 человек, в их числе 2 девушки.
В 1997 году на месте высадки группы (г. Воронеж, улица Генерала Лизюкова) был установлен памятный знак — гранитный камень и мемориальная доска с надписью: «Здесь 2 августа 1930 года впервые в СССР был высажен воздушный десант в количестве двенадцати человек».